# Mubadala Silicon Valley Classic 2021 - Qualificazioni singolare
Le qualificazioni del singolare femminile del Mubadala Silicon Valley Classic 2021 sono un torneo di tennis preliminare per accedere alla fase finale della manifestazione. Le vincitrici dell'ultimo turno entrano di diritto nel tabellone principale. In caso di ritiro di una o più giocatrici aventi diritto a queste subentrano le lucky loser, ossia le giocatrici che hanno perso nell'ultimo turno ma che hanno una classifica più alta rispetto alle altre partecipanti che avevano comunque perso nel turno finale.

## Teste di serie
1. Anastasija Potapova (secondo turno)
2. Kristie Ahn (primo turno)
3. Caty McNally (spostata nel tabellone principale)
4. Ana Konjuh (qualificata)

1. Arina Rodionova (primo turno)
2. Lesley Kerkhove (qualificata)
3. Valerija Savinych (primo turno)
4. Mayo Hibi (primo turno)

## Qualificate
1. Lesley Kerkhove
2. Han Na-lae

1. Emina Bektas
2. Ana Konjuh

## Tabellone

### Legenda
| - Q = Qualificato - WC = Wild card - LL = Lucky loser | - ALT = Alternate - SE = Special Exempt - PR = Protected Ranking | - w/o = Walkover - r = Ritirato - d = Squalificato |

### Sezione 1
|  | Primo turno | Primo turno         | Primo turno     | Primo turno | Primo turno |  |  | Secondo turno | Secondo turno       | Secondo turno | Secondo turno | Secondo turno |  |
|  |             |                     |                 |             |             |  |  |               |                     |               |               |               |  |
|  | 1           | Anastasija Potapova | 2               | 6           | 6           |  |  |               |                     |               |               |               |  |
|  |             | Danielle Lao        | 6               | 0           | 2           |  |  | 1             | Anastasija Potapova | 7             | 5             | 5             |  |
|  |             | Carol Zhao          | Carol Zhao      | 2           | 2           |  |  | 6             | Lesley Kerkhove     | 6             | 7             | 7             |  |
|  | 6           | Lesley Kerkhove     | Lesley Kerkhove | 6           | 6           |  |  |               |                     |               |               |               |  |

### Sezione 2
|  | Primo turno | Primo turno      | Primo turno      | Primo turno | Primo turno |  |  | Secondo turno | Secondo turno  | Secondo turno | Secondo turno | Secondo turno |  |
|  |             |                  |                  |             |             |  |  |               |                |               |               |               |  |
|  | 2           | Kristie Ahn      | 3                | 6           | 0           |  |  |               |                |               |               |               |  |
|  |             | Han Na-lae       | 6                | 2           | 6           |  |  | 2             | Han Na-lae     | 6             | 4             | 6             |  |
|  | WC          | Ashlyn Krueger   | Ashlyn Krueger   | 6           | 7           |  |  | WC            | Ashlyn Krueger | 1             | 6             | 1             |  |
|  | 7           | Valeria Savinykh | Valeria Savinykh | 1           | 62          |  |  |               |                |               |               |               |  |

### Sezione 3
|  | Primo turno | Primo turno    | Primo turno | Primo turno | Primo turno |  |  | Secondo turno | Secondo turno | Secondo turno | Secondo turno | Secondo turno |  |
|  |             |                |             |             |             |  |  |               |               |               |               |               |  |
|  | ALT         | Emina Bektas   | 6           | 1           | 6           |  |  |               |               |               |               |               |  |
|  |             | Katie Volynets | 1           | 6           | 3           |  |  | ALT           | Emina Bektas  | 6             | 5             | 6             |  |
|  |             | Ellen Perez    | 6           | 62          | 7           |  |  |               | Ellen Perez   | 4             | 7             | 4             |  |
|  | 8           | Mayo Hibi      | 2           | 7           | 5           |  |  |               |               |               |               |               |  |

### Sezione 4
|  | Primo turno | Primo turno      | Primo turno      | Primo turno | Primo turno |  |  | Secondo turno | Secondo turno    | Secondo turno    | Secondo turno | Secondo turno |  |
|  |             |                  |                  |             |             |  |  |               |                  |                  |               |               |  |
|  | 4           | Ana Konjuh       | Ana Konjuh       | 6           | 6           |  |  |               |                  |                  |               |               |  |
|  |             | Eri Hozumi       | Eri Hozumi       | 3           | 2           |  |  | 4             | Ana Konjuh       | Ana Konjuh       | 6             | 7             |  |
|  | WC          | Robin Montgomery | Robin Montgomery | 6           | 6           |  |  | WC            | Robin Montgomery | Robin Montgomery | 3             | 62            |  |
|  | 5           | Arina Rodionova  | Arina Rodionova  | 4           | 0           |  |  |               |                  |                  |               |               |  |